# Maaya Sakamoto
Maaya Sakamoto (坂本 真綾, Sakamoto Maaya, 31 maart 1980) is een Japans stemactrice en zangeres.

## Carrière
Sakamoto debuteerde als stemacteur in 1992 als de stem van Chifuru in Little Twins en is vooral bekend als de stem van Hitomi Kanzaki in The Vision of Escaflowne.
Andere bekende animerollen zijn Riho Yamazaki (Nightwalker: The Midnight Detective), Moe Katsuragi (Risky Safety), Prinses Tomoyo (Tsubasa Reservoir Chronicle), Haruhi Fujioka (Ouran High School Host Club), Sayaka Nakasugi (Birdy the Mighty), Ciel Phantomhive (Black Butler), Shinobu Oshino (Monogatari), Shiki Ryogi (Kara no Kyokai), Motoko Kusanagi (Ghost in the Shell: Arise) en Ruler (Fate/Apocrypha).
Sakamoto verleent haar stem ook aan computerspellen. Zo speelde ze onder meer Aura en Natsume (.hack), Lisa Hamilton (Dead or Alive), Aerith Gainsborough (Kingdom Hearts), Aigis (Persona 3), Lightning (Final Fantasy XIII), Ling Xiaoyu (Tekken) en Alisa Ilinichina Amiella (God Eater).
Als zangeres brengt Sakamoto liedjes in zowel het Engels als het Japans. Haar debuutsingle Yakusoku wa Iranai was een samenwerking met Yoko Kanno voor Victor Entertainment en kwam uit op 24 april 1996. De singles Tune the Rainbow, Loop, Ame ga Furu en Triangler haalden de top 10 Oricon Singles Chart. Haar albums kenden ene gelijkaardig succes: Shonen Alice en Yunagi Loop behaalden de top 10 Oricon Album Chart en het album You Can't Catch Me, uitgegeven op 12 januari 2011, was haar eerste uitgave die nummer 1 haalde.
Sakamoto trad op in de Nippon Budokan op 31 maart 2010 ter gelegenheid van haar dertigste verjaardag.
In Japanse nasynchronisaties van Westerse films staat Sakamoto bekend als de stem van Natalie Portman. Zo voorziet ze de stem van het Star Wars personage Padme Amidala.

## Privéleven
Sakamoto is een alumna van de universiteit van Tokio waar ze een bachelordiploma in Sociologie behaalde in de lente van 2002. Op 8 augustus 2011 trouwde ze met haar collega Kenichi Suzumura.
- Biblioteca Nacional de España: XX6063112
- Bibliothèque nationale de France: cb15100092h (data)
- CiNii: DA17174389
- Gemeinsame Normdatei: 135386411
- International Standard Name Identifier: 0000 0000 5523 2651
- Library of Congress Control Number: no2016060438
- MusicBrainz: b6c18308-82c7-4ec1-a42d-e8488bce6618
- Bibliotheek van het Japanse parlement: 01086133
- Système universitaire de documentation: 224825836
- Virtual International Authority File: 24895877